# Sergueï Vassilenko
Sergueï Nikiforovitch Vassilenko (en russe Сергей Никифорович Василенко), né le 30 mars 1872 – mort le 11 mars 1956, est un compositeur et professeur de musique russe (puis soviétique) dont les compositions montrent une forte tendance au mysticisme.

## Biographie
Vassilenko est né à Moscou dans une famille de la petite noblesse. Il commença tout d'abord par étudier le droit à l'Université de Moscou dont il est diplômé en 1895, mais changea ensuite de direction et prit des leçons privées avec Alexandre Gretchaninov (théorie de la musique), Georges Conus (composition) et Sergueï Protopopov (harmonie). Une rencontre avec Tchaïkovski lui fit forte impression, puis il étudia au conservatoire de Moscou de 1896 à mai 1901 avec Sergueï Taneïev, Mikhaïl Ippolitov-Ivanov (composition) et Vassili Safonov (direction d'orchestre), terminant avec une médaille d'or. Sous la direction de Stepan Smolenski, il apprit le chant choral ancien russe dont il s'inspira pour sa cantate-opéra La Légende de la grande ville de Kitej (sur l'intrigue d'une légende des vieux-croyants, 1901; créée en 1903 à Moscou). De 1903 à 1904, il est le chef d'orchestre de la maison d'opéra privée de Savva Mamontov à Moscou. Pendant plusieurs années, il est l'organisateur et le chef d'orchestre des Concerts historiques de la Société musicale russe. En 1907, il est nommé professeur au conservatoire de Moscou (instrumentation et composition), où parmi ses étudiants on peut trouver Aram Khatchatourian, Nikolaï Roslavets, Nikolaï Rakov, Veli Mukhatov, Leonid Polovinkine et Aarre Merikanto. Il travaille jusqu'à sa mort au conservatoire de Moscou (avec une interruption de 1941 à 1943).
Il a voyagé en Turquie, en Italie, en Autriche, en Suisse, en France, a visité l'Allemagne, la Hollande, la Norvège, l'Égypte.
Vassilenko est décoré de l'Ordre du Drapeau rouge et est titulaire du titre de « Travailleur méritant des arts ». En 1947, il reçoit le Prix Staline pour la suite Mirandoline. 
Il meurt à Moscou en 1956 et est enterré au cimetière de la Présentation de la Vierge .

## Œuvres

### Opéra
- Skazaniye o grade velikom Kiteje i tikhom ozere Svetoyare (Conte de la grande cité de Kitej et du lac tranquille Svetoyar) (1902 ; à l'origine une cantate, Op. 5)
- Syn solntsa (Le Fils du soleil), Op. 63 (1929)
- Khristofor Koloumb (Christophe Colomb), Op. 80 (1933)
- Bouran (La Tempête de neige), Op. 98 (1939)
- Velikiy kanal (Le Grand Canal), Op. 101 (1939)
- Souvorov, Op. 102 (1942)

### Ballet
- Dans les rayons du soleil, Op. 17 (1925-1926)
- Noya, Op. 42 (1923)
- Le Beau Joseph, Op. 50 (1925)
- Lola, Op. 52 (1926)
- Les Tziganes, Op. 90 (1936; d'après Alexandre Pouchkine)
- La Princesse Grenouille, Op. 103 (1941)
- Mirandolina (1946/1948-1949)

### Musique chorale
- Cantate Légende de la grand ville de Kitej et du lac tranquille Svetoyar, Op. 5 (plus tard transformée en opéra, anticipant l'ouvrage de Nikolaï Rimski-Korsakov sur le même sujet)
- Cantate pour le vingtième anniversaire de la Révolution d'Octobre, Op. 92 (1937)

### Musique orchestrale
- Ttois batailles sanglantes, Op. 1 (1900)
- Poème épique, Op. 4 (1900–03)
- Symphonie no 1 en sol mineur, Op. 10 (1904–06)
- Le Jardin de la mort, poème symphonique d'après Oscar Wilde, Op. 13 (1907–08)
- Sappho, poème symphonique, Op. 14 (1909)
- Le Vol des sorcières, poème symphonique, Op. 15 (1908–09)
- Au soleil, poème symphonique, Op. 17
- Valse fantastique, Op. 18 (1912)
- Symphonie no 2 en fa majeur, Op. 22
- Suite sur la musique de luth du XIVe au XVIIe siècle, Op. 24 (1914)
- Zodiaque, suite sur des thèmes français du XVIIIe siècle, Op. 27 (1914)
- Suite exotique, Op. 29 (1915-1916)
- Suite hindoue, Op. 42bis («Индусская сюита», 1927)
- Suite chinoise, no 1, Op. 60 (1928) Partition
- Tableaux turkmènes, suite, Op. 68 (1931)
- Suite chinoise, no 2, Op. 70 (1931)
- Le Manège, 8 danses soviétiques, Op. 73 (1932)
- L'Orient soviétique, suite, Op. 75 (1932)
- Rhapsodie de l'Armée rouge, Op. 77 (1932)
- Musique de film Okraïna de Boris Barnet (1933)
- Symphonie n° 3 italienne (1934)
- Symphonie n° 4 arctique (1934)
- Rhapsodie slavone (1937)
- Suite ouzbèke (1943)
- À la campagne, suite (1943)
- Ouverture solennelle (1943)
- Six danses slaves (1944)
- Symphonie n° 5 (1947)
- Suite sur des thèmes populaires chinois (1954)
- Suite kolkhozienne (1955)

### Pièces concertantes
- Concerto pour violon en ré mineur, Op. 25 (1910–13)
- Concerto pour orchestre symphonique et fanfare de cuivres (1928)
- Suite sur des thèmes folkloriques russes, avec balalaïka et accordéon (1928)
- Concerto pour trompette en do mineur, Op. 113
- Concerto pour piano en fa dièse mineur, Op. 128
- Concerto pour clarinette en si bémol mineur, Op. 135
- Concerto pour balalaïka en do majeur

### Musique de chambre
- Quatuor à cordes n°1 en la majeur, Op. 3 (env. 1901)
- Sonate en ré mineur pour alto et piano, Op. 46 (1923) ; version pour violon et piano (1955)
- Quatuor à cordes en mi mineur, Op. 58 (c. 1928)
- Suite pour balalaïka ou violon et piano, Op.63 (Toccata, Romance, Valse, Gavotte et Sérénade mexicaine)
- Quatuor pour vents et percussions sur des thèmes turkmènes, Op. 65 (1930)
- Trio pour piano en la majeur, Op. 74 (1932)
- Suite japonaise (Suite japonaise), pour hautbois, clarinette, basson, xylophone et piano, Op. 66a (1938)
- Croquis chinois, instruments à vent, Op. 78 (1938)
- Quatuor sur des thèmes américains, instruments à vent, Op. 79 (1938)

### Fanfare militaire
- Marche l'Armée rouge, Op. 64 (1929)
- Fantaisie sur des chants révolutionnaires de l'Occident, Op. 71 (1931)

### Musique de films
- 1933 : Okraïna (Окраина) de Boris Barnet
- 1945 : La Dépêche disparue (Пропавшая грамота) de Zinaïda et Valentina Brumberg

### Autres
- Mélodies
- Arrangements de chants populaires
- Pièces pour piano
- Chanson russe pour balalaïka et piano

## Enregistrements
- Sergueï Vassilenko : « Viola and Piano Music (Complete) » : Sonate pour alto, Op. 46 / Berceuse / 4 pièces sur des thèmes de musique pour luth des XVIe et XVIIe siècles, Op. 35 / Rivière dormante / Danse orientale, Op. 47 / Suite Zodiaque I.A.S, Op. 27 / 4 pièces (1953), avec Elena Artamonova (alto) et Nicholas Walker (piano). Toccata Classics TOCC0127, 2011
- Sergueï Vassilenko : Suite chinoise op.60 n°1 pour orchestre ; Suite indienne op.42bis pour orchestre / Orchestre Symphonique de Moscou dirigé par Henry Schek, enregistré en 1994, édition Marco Polo